# Иерак
Иерак или Иеракс (др.-греч. Ἱέρακος) — египетский учёный, каллиграф и религиозный деятель, христианин по вероисповеданию, основатель секты иеракитов.

## Биография
Иеракс родился около 275 года в египетском городе Леонтополь (Леонтополис), где и прожил большую часть сознательной жизни. Иерак родом был египтянин и жил в Египетском городе Леонтополе. Иерак в совершенстве знал египетский язык, при этом свободно говорил на греческом языке. Епифаний пишет о том, что Иерак был человеком способным во всех отношениях. Иерак получил сведения в подготовительных науках, а потом занялся изучением всех еллинских наук, тщательно изучил медицину и другие естественные науки, вероятно, коснулся даже астрономии и магии; и был весьма образован во многих науках. Епифаний, читавший сочинения Иерака, отзывается о нём как о искусном писателе. В начале Иерак был христианином и членом христианкой общины. Находясь в христианской церкви, Иерак усердно изучает Ветхий и Новый Завет, и в результате предлагает новые толкования Священного Писания, отличные от общехристианских; на основании которых создаёт своё вероучение, отличное от христианского. Епифаний считал, что религиозные взгляды Иерака созданы под влиянием учения Манеса.
Иерак составил ряд комментариев к Библии (на греческеском и коптском языках). Среди его трудов, выделяется сочинение «О многих новых Псалмах». 
Иерак стал основателем аскетической секты, исповедующей учение напоминающее Дидахе и Дидаскалий и орден ессеев. Иерак видел в заповедях о чистоте, воздержании и в особенности о безбрачии главное различие между Библией и Евангелием. На учении Иерака отразились в значительной степени идеи Оригена. Сочинение «Вознесение Исаии» он называл «священным и подлинным».
Учение Иеракса было распространено особенно между египетскими монахами.